# 이윤미
이윤미(李允美, 1981년 9월 25일~)는 대한민국의 배우이다.

## 학력
- 서울한산초등학교 졸업
- 한산중학교 졸업
- 영파여자고등학교 졸업
- 동국대학교 연극영화과 학사
- 동국대학교 공연예술학 석사

## 경력
- 2003년: 여성 2인조 음악 그룹 더 에스(The S) 멤버
- 2007년: 인터넷쇼핑몰 코코넛 아일랜드 운영

## 연기 활동

### 드라마
- 1997년 MBC 《경찰청 사람들》                        - ① 아빠의 사업 ... 송민아 역 (ep.179 👮‍♂️)          - ② 일곱번째 딸, 여덟번째 아들 ... 불량학생 역 (ep.191 👮‍♂️)
- 1998년 EBS 청소년 드라마 《내일》 ... 고종순 역
- 2004년 SBS 주말극장 《작은 아씨들》 ... 정인득 역
- 2005년 MBC 수목드라마 《내 이름은 김삼순》 ... 장채리 역
- 2006년 SBS 금요드라마 《마이 러브》 ... 서희재 역
- 2007년 MBC 일일연속극 《나쁜여자 착한여자》 ... 김태희 역
- 2007년 SBS 금요드라마 《날아오르다》 ... 유지은 역
- 2011년 KBS2 월화드라마 《드림 하이》 ... 맹승희 역
- 2013년 SBS 《두 여자의 방》 ... 모나카 역
- 2014년 MBC 월화드라마 《트라이앵글》 ... 장마담 역
- 2015년 MBC 일일연속극 《불굴의 차여사》 ... 오달자 역
- 2017년 tvN 수목드라마 《크리미널 마인드》 ... 이상희 역
- 2022년 iHQ 수목드라마 《스폰서》 ... 주아 역

### 영화
- 2009년 《돌멩이의 꿈》 ... 클럽 가수 역

### 공연
- 2011년 《부활 - 더 골든 데이즈》 ... 나비요정 역

## 방송
- 2002년: KBS2 《자유선언 토요대작전 - 산장미팅 장미의 전쟁》
- 2005년: MBC 《오늘밤만 재워줘》
- 2012년: JTBC 《결혼전쟁》
- 2013년: MBC 퀸 《여자, 여행을 만들다》
- 2016년: MBC 《미스터리 음악쇼 복면가왕》 - 거울도 안 보는 여자
- 2017년: 채널A《아빠본색》
- 2020년: MBN《우리 다시 사랑할 수 있을까》
- 2022년: JTBC 《가족의 발견 배우자》

## 광고
- OB 맥주 - 카스후레쉬
- 남양유업 - 프렌치 카페
- OB 맥주 - 카스맥주
- SK텔레콤 - June(준)
- 농심 - 농심 너구리

## 홍보대사
- 2010년 클린콘텐츠 홍보대사
- 2010년 구세군 자선냄비 홍보대사

## 수상
- 1998년 수퍼엘리트모델 베스트 탤런트상

## 배우자, 자녀
- 배우자: 주영훈
- 자녀: 3녀(장녀 주아라)